# Æthelred 1. af East Anglia
Æthelred 1. var en semi-historiske konge over East Anglia, der var en angelsaksisk kongerige, der omfatter de moderne engelske counties Norfolk og Suffolk. Han har mnuligvis regeret mellem 760 og 790, og regeret over East Anglia under overherredømme fra Offa af Mercia.
Der kendes ikke til nogle mønter fra Æthelred, og de eneste historiske kilder, der nævner ham, er nedskrevet efter den normanniske erobring af England, inklusive Lives of St Æthelberht og William af Malmesburys kongeliste.  Sagnet om Æthelberht omtaler at Æthelred og hans dronning Leofruna boede ved Beodricesworth, der i dag er byen Bury St. Edmunds i Suffolk.
Æthelred var far til Æthelberht 2. af East Anglia der efterfulgte ham som konge i 770'erne.